# Bahnstrecke Praha-Běchovice–Praha-Vršovice
| Kursbuchstrecke (SŽ): | 091                            |                                     |                                     |
| Streckenlänge: | 11,833 km                      |                                     |                                     |
| Spurweite: | 1435 mm (Normalspur)           |                                     |                                     |
| Streckenklasse: | D4                             |                                     |                                     |
| Stromsystem: | 3 kV =                         |                                     |                                     |
| Streckengeschwindigkeit: | 80 km/h                        |                                     |                                     |
| Zweigleisigkeit: | Praha-Běchovice–Praha-Vršovice |                                     |                                     |
| |                                |                                     |                                     |
| \| \| \| von Česká Třebová \| \| \| \| 0,000 \| Praha-Běchovice \| Praha-Běchovice \| \| \| \| nach Praha Masarykovo nádraží \| \| \| \| \| Průmyslová \| \| \| \| \| von Praha-Libeň \| \| \| \| \| von Praha-Žižkov \| \| \| \| 4,260 \| Praha-Malešice \| Praha-Malešice \| \| \| \| nach Praha-Hostivař \| \| \| \| \| Praha hlavní nádraží–České Velenice \| \| \| \| \| von Odb. Záběhlice \| \| \| \| 7,007 \| Praha-Vršovice vjezd. nádr. \| Praha-Vršovice vjezd. nádr. \| \| \| \| von České Velenice (seit 2021) \| \| \| \| 7,500 \| Praha-Zahradní Město (seit 2021) \| Praha-Zahradní Město (seit 2021) \| \| \| \| nach Praha-Radotín \| \| \| \| \| nach Praha hl. n. (seit 2021) \| \| \| \| \| von Praha-Modřany \| \| \| \| \| von České Velenice \| \| \| \| 11,833 \| Praha-Vršovice \| Praha-Vršovice \| \| \| \| nach Praha hlavní nádraží \| \| \| \| \| Verbindungsbahn nach Praha-Vyšehrad \| \| \| \| \| \| \| \| Quellen: [1] \| \| \| \| |                                |                                     |                                     |
| Strecke |                                | von Česká Třebová                   | von Česká Třebová                   |
| Bahnhof | 0,000                          | Praha-Běchovice                     | Praha-Běchovice                     |
| Abzweig geradeaus und nach rechts |                                | nach Praha Masarykovo nádraží       | nach Praha Masarykovo nádraží       |
| Strecke mit Straßenbrücke |                                | Průmyslová                          | Průmyslová                          |
| Abzweig geradeaus und von rechts |                                | von Praha-Libeň                     | von Praha-Libeň                     |
| Abzweig geradeaus und ehemals von rechts |                                | von Praha-Žižkov                    | von Praha-Žižkov                    |
| Dienststation / Betriebs- oder Güterbahnhof | 4,260                          | Praha-Malešice                      | Praha-Malešice                      |
| Abzweig geradeaus und nach links |                                | nach Praha-Hostivař                 | nach Praha-Hostivař                 |
| Kreuzung geradeaus unten |                                | Praha hlavní nádraží–České Velenice | Praha hlavní nádraží–České Velenice |
| Abzweig geradeaus und ehemals von rechts |                                | von Odb. Záběhlice                  | von Odb. Záběhlice                  |
| ehemaliger Dienststation / Betriebs- oder Güterbahnhof | 7,007                          | Praha-Vršovice vjezd. nádr.         | Praha-Vršovice vjezd. nádr.         |
| Abzweig geradeaus und von rechts |                                | von České Velenice (seit 2021)      | von České Velenice (seit 2021)      |
| Bahnhof | 7,500                          | Praha-Zahradní Město (seit 2021)    | Praha-Zahradní Město (seit 2021)    |
| Abzweig geradeaus und nach links |                                | nach Praha-Radotín                  | nach Praha-Radotín                  |
| Abzweig geradeaus und nach rechts |                                | nach Praha hl. n. (seit 2021)       | nach Praha hl. n. (seit 2021)       |
| Abzweig geradeaus und von links |                                | von Praha-Modřany                   | von Praha-Modřany                   |
| Abzweig geradeaus und von rechts |                                | von České Velenice                  | von České Velenice                  |
| Bahnhof | 11,833                         | Praha-Vršovice                      | Praha-Vršovice                      |
| Abzweig geradeaus und nach rechts |                                | nach Praha hlavní nádraží           | nach Praha hlavní nádraží           |
| Strecke |                                | Verbindungsbahn nach Praha-Vyšehrad | Verbindungsbahn nach Praha-Vyšehrad |
| |                                |                                     |                                     |
| Quellen: |                                |                                     |                                     |

Die Bahnstrecke Praha-Běchovice–Praha-Vršovice ist eine Eisenbahnverbindung in Tschechien. Sie zweigt in Praha-Běchovice von der Bahnstrecke Česká Třebová–Praha ab und führt im östlichen Prager Stadtgebiet nach Praha-Vršovice. Die Strecke wurde ursprünglich als direkte Verbindung von Norden und Osten zum (heute aufgelassenen) Rangierbahnhof Praha-Vršovice gebaut. Heute dient sie auch dem Reiseverkehr.
Im Eisenbahnnetz der Tschechischen Republik ist die Strecke als gesamtstaatliche Bahn („celostátní dráha“) klassifiziert. 

## Geschichte
Die Strecke von Praha-Malešice nach Praha-Vršovice wurde am 18. Juni 1919 zeitgleich mit dem Rangierbahnhof Praha-Vršovice als Teil einer Verbindung von Praha-Libeň eröffnet. Sie war von vornherein nur für den Güterverkehr vorgesehen und erhielt deshalb keine Anlagen für den Reiseverkehr. Am 1. März 1936 ging die kurze Zweigbahn von Malešice zum neugebauten Ortsgüterbahnhof Praha-Žižkov in Betrieb. 
Am 1. September 1939 wurde die Strecke von Praha-Běchovice nach Praha-Malešice eröffnet. Dazu kam am 27. September 1941 noch die Verbindungskurve von Praha-Hostivař nach Malešice.
Als letzte längere Verbindung im Prager Knoten wurde die Strecke im Jahr 1951 mit 1500 Volt Gleichstrom elektrifiziert. Am 15. Mai 1962 wurde die Spannung auf die (bis heute üblichen) 3000 Volt angehoben.

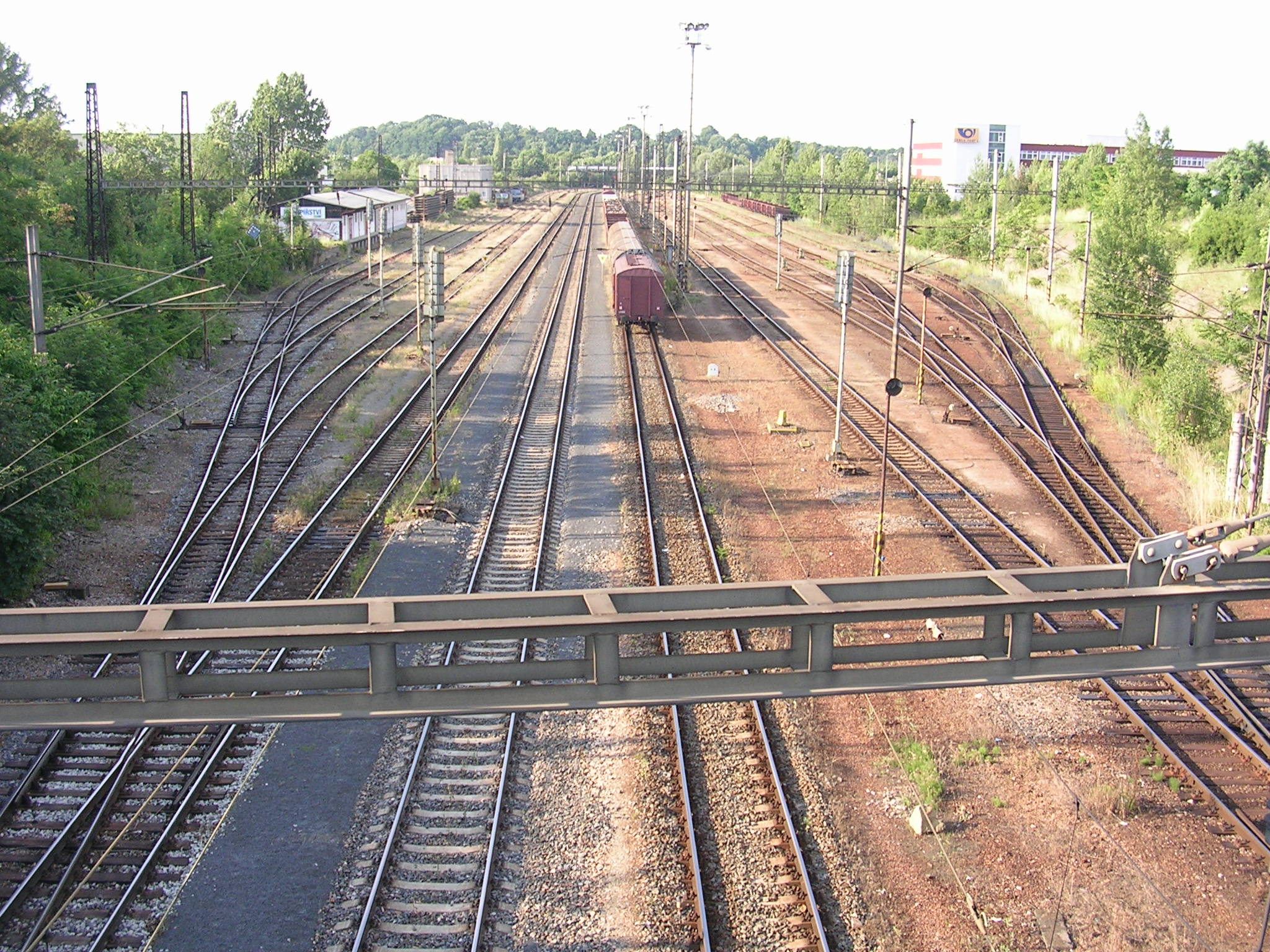
Bahnhof Praha-Malešice (2008)

Am 1. Januar 1993 ging die Strecke im Zuge der Dismembration der Tschechoslowakei an die neu gegründeten České dráhy (ČD) über. Seit 2003 gehört sie zum Netz des staatlichen Infrastrukturbetreibers Správa železniční dopravní cesty (SŽDC).
Seit 11. Dezember 2011 wird die Strecke auch planmäßig von Reisezügen befahren. Die Personenzüge der Linie S41 (Městská linka) von Roztoky u Prahy nach Praha-Libeň werden seitdem jeweils an Samstagen und Sonntagen stündlich bis Praha-Hostivař durchgebunden.
Im Jahr 2016 endete der Verkehr auf der abzweigenden Strecke zum Güterbahnhof Praha-Žižkov, der zuletzt nur noch als Containerumschlagplatz genutzt wurde. Die Abzweigweiche der bis dahin noch betriebsfähigen Strecke wurde im November 2019 entfernt.
In den Jahren 2018 bis 2021 wurde der Abschnitt im Bereich des aufgelassenen Rangierbahnhof Praha-Vršovice in den neuen viergleisigen Abschnitt Praha-Zahradní Město–Praha-Vršovice integriert. Formal endet die Strecke seitdem am Bahnhof Praha-Zahradní Město.